# Paulina Gajownik
Paulina Sylwia Gajownik (ur. 3 września 1976 w Warszawie) – działaczka społeczna, edukatorka kulturalna, menedżerka, instruktorka Związku Harcerstwa Polskiego w stopniu harcmistrzyni, podróżniczka.
Ukończyła studia w zakresie zarządzania oświatą oraz podyplomowe studia: międzykulturowe i z zakresu zarządzania finansami przedsiębiorstwa w Szkole Głównej Handlowej. 
Od 1994 roku drużynowa 100 Warszawskiej Drużyny Harcerek „Galaktyka” na warszawskiej Woli, w latach 1999–2003 była komendantką reaktywowanego Szczepu 100 WDHiGZ. W latach 2003–2011 komendantka Hufca ZHP Warszawa-Wola, była też członkinią Rady Chorągwi Stołecznej i współpracowała z Wydziałem Zagranicznym Głównej Kwatery ZHP. W latach 2011–2013 członkini Głównej Kwatery ZHP. Na zjeździe nadzwyczajnym Chorągwi Stołecznej ZHP 16 czerwca 2012 roku wybrana na jej komendantkę. Pełniła tę funkcję przez 10 lat.
Działaczka i współpracowniczka organizacji pozarządowych, była prezesem Fundacji im. Augustina Jeana Fresnela i menedżerem Stowarzyszeniem Inicjatyw Twórczych „ę”. 
W latach 2015–2017 była członkinią Warszawskiej Rady Pożytku Publicznego.
W 2019 roku została odznaczona Srebrnym Krzyżem Zasługi.